# (417) Suevia
(417) Suevia és el nom que rep l'asteroide número 417, situat al cinturó d'asteroides.
Fou descobert per l'astrònom Max Wolf des de l'observatori de Heidelberg (Alemanya), el 6 de maig del 1896.